# Droga wojewódzka 650
Die Droga wojewódzka 650 (DW 650) ist eine Woiwodschaftsstraße in Polen. Sie verläuft auf einer Länge von 89 Kilometern in West-Ost-Richtung innerhalb der Woiwodschaft Ermland-Masuren und verbindet die Städte Węgorzewo (Angerburg) und Gołdap (Goldap) untereinander sowie mit Kętrzyn (Rastenburg) bei kurzzeitiger Benutzung der DW 591 ab Stara Różanka (Alt Rosenthal). Außerdem stellt die DW 650 eine Verbindung her zwischen den Landesstraßen DK 63 und DK 65 sowie den Woiwodschaftsstraßen DW 591 und DW 651. Bis Anfang der 2000er Jahre verlief die DW 650 von Barciany (Barten) bis nach Srokowo und von dort  weiter auf der jetzigen Trasse nach Gołdap.
Im Abschnitt zwischen Węgorzewo und Gołdap verläuft die DW 650 auf der Trasse der ehemaligen deutschen Reichsstraße 136.

## Straßenverlauf
Woiwodschaft Ermland-Masuren:
Powiat Kętrzyński (Kreis Rastenburg):
- Stara Różanka (Alt Rosenthal) (Anschluss → : Michałkowo (Langmichels) – Kętrzyn (Rastenburg)–Mrągowo (Sensburg))
- Nowa Różanka (Neu Rosenthal)
- Siniec (Groß Blaustein, 1928–1945 Blaustein)
- Solanka (Salzbach)
- Lesieniec (Waldenthal)
- Srokowo (Drengfurth)
- Leśniewo (Fürstenau)

Powiat Węgorzewski (Kreis Angerburg):
- Stawki (Stawken, 1938–1945 Staken)
- Trygort (Thiergarten)
- Węgorzewo (Angerburg) (Anschluss: → :  Perły (Perlswalde) ↔ Giżycko (Lötzen) – Pisz (Johannisburg) – Kolno – Siedlce – Sławatycze/Belarus)
- Droglewo (Karlshof)
- Więcki (Wenzken)
- Budry (Buddern)
- Grądy Węgorzewskie (Gronden)
- Popioły (Popiollen, 1938–1945: Albrechtswiesen)

Powiat Gołdapski (Kreis Goldap):
- Mieczniki
- Banie Mazurskie (Benkheim)
- Wróbel (Sperling)
- Stadnica (Wilhelmshof)
- Surminy (Surminnen)
- Boćwinka (Bodschwingken, 1938–1945 Herandstal)
- Okrasin (Kettenberg)
- Główka (Glowken, 1938–1945 Thomasfelde)
- Jeziorki Wielkie (Groß Jesziorken, 1930–1945 Schöntal)
- Grabowo (Grabowen, 1938–1945 Arnswald)
- Marcinowo (Marczinowen, 1934–1945 Martinsdorf)
- Wronki Wielkie (Groß Wronken, 1938–1945 Winterberg)
- Konikowo (Kleeberg)
- Gołdap (Goldap) (Anschluss: → : Plawni (Plawischken, 1938–1946 Plauendorf)/Russland ↔ Olecko (Treuburg) – Ełk (Lyck) – Grajewo – Bobrowniki/Belarus, und → : → Dubeninki (Dubeningken, 1938–1946 Dubeningen) – Żytkiejmy (Szittkehmen, 1936–1938 Schittkehmen, 1938–1946 Wehrkirchen) – Sejny)